# MSV Eisleben
Maillots
Dernière mise à jour : 14 mars 2011.
Le MSV Eisleben est un club allemand de football localisé dans la ville d’Eisleben, dans la Saxe-Anhalt.
Le club est issu d’une fusion, survenue en 1990, entre deux clubs de la localité qui s’illustrèrent à l’époque de la RDA: le BSG Stahl et le SG Dynamo. Ce dernier évolua durant 33 saisons au 2e niveau de la hiérarchie du football est-allemand.

## Histoire
En 1945, tous les clubs et associations allemands furent dissous par les Alliés (voir Directive n°23). Partout dans le pays, furent reconstituées, parfois dès 1945 des Sportgemeinschaften ou Communautés sportives, dont les activités initiales restèrent locales.

### BSG Sthal Eisleben

ancien logo du BSG Stahl Eisleben

Le club fut constitué en 1945 sous l’appellation Sportgemeinschaft Eisleben ou SG Eisleben. En 1950, il reçut l’appellation BSG VVB Mansfeld Eisleben puis BSG Aktivist Mansfeld. En 1951, le club fut renommé BSG Stahl Eisleben. En vue de la saison 1952-1953, il fut un des fondateurs de la Bezirksliga Halle. 
En 1954, il fut rebaptisé BSG Mansfeldkombinat Eisleben ou BSG MK Eisleben. L’année suivante, il s’aligna sous le nom de BSG Sthal MK Eisleben puis redevint BSG Stahl Eisleben en 1956.
Au terme de la saison 1958 , Stahl Eisleben remporta le titre de la Bezirksliga Halle et monta en II. DDR-Liga, à cette époque la Division 3 de la Deutscher Fussball Verband der DDR (DFV).
Au terme du championnat 1962-1963, le club remporta son groupe de II. DDR-Liga dont s’était la dernière saison d’existence. Le club fut ainsi promu en DDR-Liga, la Division 2 est-allemande. L’aventure ne dura qu’une saison et le cercle fut relégué en Bezirksliga Halle.
Le club qui redevint la BSG Mansfeldkombinat Eisleben en 1968, resta au 3e niveau jusqu’au terme de la saison 1971-1972, où il fut relégué en Bezirksklasse.
Par la suite, le club ne dépassa plus le 4e niveau et en 1990, sa section football fusionna avec le Dynamo Eisleben pour former le Mansfelder SV Eisleben.

### SG Dynamo Eisleben

ancien logo du SG Dynamo Eisleben

Ce club fut créé en 1950 sous l’appellation de Sportgemeinschaft Deutsche Volkspolizei Eisleben ou SG DVP Eisleben.
Après la création de la Sportvereinigung Dynamo comme organisme central de gestion et de contrôle des clubs dépendant des forces de polices, le club fut renommé SG Dynamo Eisleben. Lors de la 1952-1953, il fut un des fondateurs de la Bezirksliga Halle dont il remporta le premier titre. Qualifié pour le tour final, le club termina 2e (sur 5) derrière le BSG Fortschritt Hartha et fut promu en DDR-Liga. Il y joua deux saisons puis fut relégué en II. DDR-Liga. Cette ligue, qui exista de 1955 à 1963, représenta la Division 3 est-allemande.
En 1955 diverses réformes furent appliquées dans les compétitions est-allemandes. D’une part la création de la II. DDR-Liga évoquée ci-dessus mais aussi le passage au modèle soviétique. Cela signifia que les championnats débutèrent au printemps et se terminèrent à la fin de l’automne d’une même année calendrier. Ce principe fut d’application de 1956 à 1960. A l’automne 1955, un "Tour de transition" (en Allemand: Übergangsrunde) fut disputé, sans montée ni descente. À cette occasion, le SG Dynamo Eisleben termina premier de son groupe après les 13 matches planifiés.
Vice-champion lors du championnat 1956, Dynamo Eisleben remporta le titre à la fin de l’exercice 1957. Cela lui permit de remonter au 2e niveau de la Deutscher Fussball Verband der DDR (DFV), appelé I. DDR-Liga jusqu’en 1963 puis DDR-Liga ensuite. Le club y évolua jusqu’au terme du championnat 1972-1973.
Relégué en Bezirksliga Halle, le SG Dynamo Eisleben remporta immédiatement le titre 1974 et remonta en DDR-Liga. La saison suivante, il obtint la place de vice-champion de du Groupe C derrière Chemie Leipzig.
Dynamo Eisleben resta sans interruption dans l’antichambre de l’élite jusqu’au terme de la saison 1983-1984 où la DDR-Liga fut réduite de 5 à 2 séries. Le club parvint à s’y maintenir de justesse en 1985. Ensuite, après une saison tranquille en milieu de tableau, le cercle dut descendre en 1987. Il s’empara directement du titre de la Bezirksliga Halle. Remportant son groupe lors du tour final, le SG Dynamo Eisleben remonta en DD-Liga.
Il y assura son maintien en 1989. Dans le courant de la saison 1989-1990, la DDR-Liga fut renommée NOFV-Liga. Dynamo Eisleben termina 15e fut relégué.
Le SG Dynamo Eisleben fusionna alors avec la section football du BSG Stahl Eisleben pour former le Mansfelder SV Eisleben.

### MSV Eisleben
Lors de la saison 1990-1991, le MSV Eisleben ne put éviter la dernière place de la Bezirksliga Halle et descendit au 5e niveau du football allemand réunifié.
En vue de la saison 1999-2000, le club remonta en Verbandsliga Sachsen-Anhalt, à l’époque devenue le 5e étage de la pyramide du football allemand. Il y évolua jusqu’en 2003 puis descendit en Landesliga Süd (niveau 6). Après trois saisons et une place de vice-champion en 2008, le MSV Eisleben fut versé dans la Landesliga Mitte dont il fut champion en 2009. Grâce à cela, il put remonter en Verbandsliga Sachsen-Anhalt qui devenait le 6e niveau en raison de la création de la 3. Liga, en tant que Division 3.
Après deux saisons, le Mansfelder SV Eisleben redescendit en Landesliga Süd. En 2010-2011, le club lutte pour éviter la relégation en Landesklasse.

## Palmarès

### Stahl/MK Eisleben
- Champion de la Bezirksliga Halle : 1958.
- Champion de la II. DDR-Liga, Groupe 5: 1963.

### Dynamo Eisleben
- Champion de la Bezirksliga Halle: 1953, 1974, 1988.
- Champion de la II. DDR-Liga, Groupe Nord: 1955 (tour de transition), 1957.
- Vice-champion de la II. DDR-Liga, Groupe Nord: 1956.
- Vice-champion de la DDR-Liga, Groupe Süd: 1965.
- Vice-champion de la DDR-Liga, Groupe C: 1975.

### MSV Eisleben
- Vice-champion de la Landesliga Süd, Sachsen Anhalt: 2007.
- Champion de la Landesliga Mitte, Sachsen Anhalt: 2008.

## Localisation

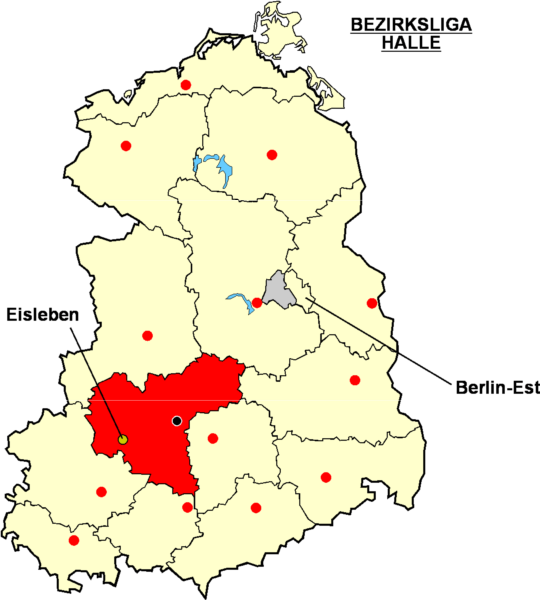
Localisation d’Eisleben dans la Bezirksliga Halle